# Liste der Biografien/Muller, W
Liste der Biografien |
Portal Biografien |
W Personensuche
# |
A |
B |
C |
D |
E |
F |
G |
H |
I |
J |
K |
L |
M |
N |
O |
P |
Q |
R |
S |
T |
U |
V |
W |
X |
Y |
Z |
?
 
Ma |
Mb |
Mc |
Md |
Me |
Mf |
Mg |
Mh |
Mi |
Mj |
Mk |
Ml |
Mm |
Mn |
Mo |
Mp |
Mq |
Mr |
Ms |
Mt |
Mu |
Mv |
Mw |
Mx |
My |
Mz
 
Mua |
Mub |
Muc |
Mud |
Mue |
Muf |
Mug |
Muh |
Mui |
Muj |
Muk |
Mul |
Mum |
Mun |
Muo |
Mup |
Muq |
Mur |
Mus |
Mut |
Muu |
Muv |
Muw |
Mux |
Muy |
Muz
 
Mula |
Mulb |
Mulc |
Muld |
Mule |
Mulf |
Mulg |
Mulh |
Muli |
Mulj |
Mulk |
Mull |
Mulm |
Muln |
Mulo |
Mulr |
Muls |
Mult |
Mulu |
Mulv |
Mulw |
Muly |
Mulz
 
Mulla |
Mulle |
Mullg |
Mullh |
Mulli |
Mulln |
Mullo |
Mullr |
Mully
 
Mulled |
Mullej |
Mullem |
Mullen |
Muller |
Mulles |
Mulley
 
Muller, A |
Muller, B |
Muller, C |
Muller, D |
Muller, E |
Muller, F |
Muller, G |
Muller, H |
Muller, I |
Muller, J |
Muller, K |
Muller, L |
Muller, M |
Muller, N |
Muller, O |
Muller, P |
Muller, Q |
Muller, R |
Muller, S |
Muller, T |
Muller, U |
Muller, V |
Muller, W |
Muller, X |
Muller, Y |
Muller, Z |
Mullera |
Mullerb |
Mullerh |
Mullerl |
Mullerp |
Mullers |
Mullerw |
Mullery
Die Liste der Biografien führt alle Personen auf, die in der deutschsprachigen Wikipedia einen Artikel haben. Dieses ist eine Teilliste mit 166 Einträgen von Personen, deren Namen mit den Buchstaben „Muller, W“ beginnt.

## Muller, W
- Müller, W. A. Th. (* 1874), deutscher Ingenieur, Fahrzeugkonstrukteur und Unternehmer

### Muller, Wa
- Müller, Waldemar (1871–1955), deutscher Schriftsteller
- Müller, Waldemar (1918–2001), deutscher Hörfunkmoderator
- Müller, Walter, Schweizer Fußballspieler
- Müller, Walter (1845–1927), deutscher Zeichner, Lithograf und Herausgeber von bedeutenden botanischen Werken
- Müller, Walter (1877–1952), deutscher Klassischer Archäologe
- Müller, Walter (1879–1943), deutscher Architekt
- Müller, Walter (1889–1976), deutscher Jurist und Landgerichtspräsident in der Zeit des Nationalsozialismus
- Müller, Walter (1901–1933), deutscher Röntgenologe, Nationalsozialist und SS-Mitglied
- Müller, Walter (* 1907), deutscher Politiker (CDU)
- Müller, Walter (1907–1983), deutscher Pathologe
- Müller, Walter (* 1909), deutscher Bratschist und Hochschullehrer
- Müller, Walter (1911–1992), deutscher Architekt und Stadtplaner
- Müller, Walter (1911–1969), österreichischer Schauspieler
- Müller, Walter (1918–2010), Schweizer Betriebswirt
- Müller, Walter (1918–1988), deutscher Politiker (SPD, parteilos), MdL
- Müller, Walter (1920–2010), Schweizer Fussballspieler
- Müller, Walter (1928–1995), deutscher Fußballspieler und -trainer
- Müller, Walter (1930–2021), deutscher Kunstturner
- Müller, Walter (* 1931), deutscher Offizier, Generalmajor der DDR
- Müller, Walter (1932–2008), österreichischer Radrennfahrer
- Müller, Walter (1940–1966), österreichischer Biathlet
- Müller, Walter (* 1942), Schweizer Soziologe
- Müller, Walter (* 1943), deutscher Arzt und Politiker (SPD), MdL
- Müller, Walter (* 1946), deutscher Klassischer Archäologe und Prähistoriker
- Müller, Walter (* 1948), Schweizer Politiker
- Müller, Walter (* 1948), deutscher Manager und Fußballfunktionär
- Müller, Walter (1948–2013), Schweizer Bergsteiger und Bergführer, Pionier des Freikletterns in der Schweiz
- Müller, Walter (* 1950), österreichischer Schriftsteller
- Müller, Walter (* 1954), deutscher Fußballspieler
- Müller, Walter (* 1959), deutscher Spieleautor
- Müller, Walter (* 1959), deutscher Politiker (Wählervereinigung, Die Linke), MdBB
- Müller, Walter Andreas (* 1945), Schweizer Schauspieler und Radiomoderator
- Müller, Walter Emil (1896–1983), Schweizer Maler
- Müller, Walter Heinrich (1861–1948), Schweizer Modelleur und Kunstgewerbelehrer
- Müller, Walter W. (1933–2024), deutscher Semitist
- Müller, Walther (1884–1962), Schweizer Kapellmeister und Chorleiter
- Müller, Walther (1905–1979), deutscher Physiker
- Müller, Walther Otto (1833–1887), deutscher Botaniker, Bryologe, Lichenologe, Autor, Illustrator und Herausgeber von herbarischen Blättsammlungen in Gera
- Müller, Wanja, deutscher American-Football-Spieler und -Trainer
- Muller, Waylon (* 1972), marshallischer Ringer

### Muller, We
- Müller, Wenzel (1759–1835), österreichischer Komponist und Theaterkapellmeister
- Müller, Werner (1900–1982), deutscher Maschineningenieur, Landrat
- Müller, Werner (1900–1955), deutscher Jurist und Politiker
- Müller, Werner (1906–1996), deutscher Manager und Sportfunktionär
- Müller, Werner (1907–1990), deutscher Ethnologe
- Müller, Werner (1910–1996), deutscher Politiker (CSU), MdL Bayern
- Müller, Werner (1920–1998), deutscher Autor, Komponist, Dirigent, Arrangeur und Orchesterleiter
- Müller, Werner (1922–2006), deutscher Philosoph
- Müller, Werner (1923–2006), deutscher Holzbildhauer und Zeichner
- Müller, Werner (1923–2005), deutscher Chemiker und Kunsthistoriker
- Müller, Werner (1924–1999), deutscher Heimatforscher
- Müller, Werner (1925–2016), deutscher Archäologe
- Müller, Werner (1926–2012), deutscher Fußballspieler
- Müller, Werner (* 1926), deutscher Fußballspieler
- Müller, Werner (1927–1983), deutscher DBD-Funktionär
- Müller, Werner (1928–1996), deutscher langjähriger Funktionär der SED
- Müller, Werner (* 1933), Schweizer Orthopäde
- Müller, Werner (* 1937), deutscher Fußballspieler
- Müller, Werner (* 1943), deutscher Verwaltungsjurist und Ministerialbeamter
- Müller, Werner (1946–2019), deutscher Manager und PolitikerWerner Müller (1946–2019)

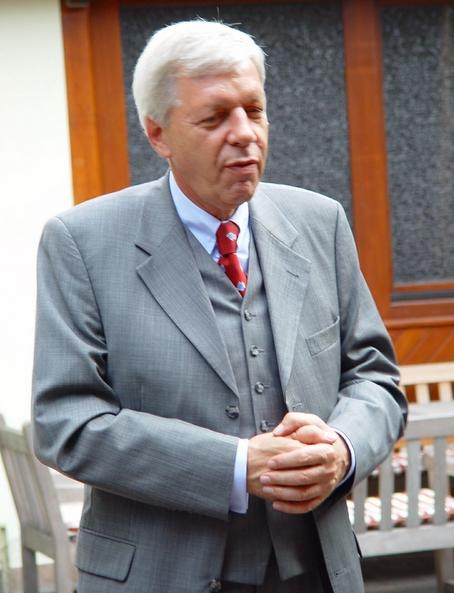
Werner Müller (1946–2019)

- Müller, Werner (* 1946), deutscher Historiker
- Müller, Werner (* 1949), deutscher Mathematiker und Hochschullehrer
- Müller, Werner (* 1952), Schweizer Architekt und Sportfunktionär
- Müller, Werner (* 1956), deutscher Biologe
- Müller, Werner (* 1957), deutscher Theaterregisseur und -intendant am Stadttheater Fürth
- Müller, Werner (* 1959), Schweizer Politiker (CVP)
- Müller, Werner (* 1960), deutscher Wirtschaftswissenschaftler und Hochschullehrer
- Müller, Werner (* 1967), österreichischer Endurosportler
- Müller, Werner A. (1937–2022), deutscher Biologe, Hochschullehrer und Buchautor
- Müller, Werner E. G. (* 1942), deutscher Biochemiker
- Müller, Werner Günther (* 1965), österreichischer Statistiker und Hochschullehrer
- Müller, Werner J. (1899–1986), Schweizer Bildhauer, Maler und Architekt

### Muller, Wi
- Müller, Wilfried (1931–1993), deutscher Generalmajor (MfS)
- Müller, Wilfried (* 1945), deutscher Sozialwissenschaftler und Rektor
- Müller, Wilhelm, Schweizer Ruderer
- Müller, Wilhelm, deutscher Orgelbauer in Berlin
- Müller, Wilhelm (* 1633), deutscher Prediger und Schriftsteller
- Müller, Wilhelm (1758–1817), deutscher Bürgermeister und Politiker
- Müller, Wilhelm (1783–1846), Kurfürstlich Braunschweig-Lüneburgischer und Königlich Hannoverscher Ingenieurleutnant
- Müller, Wilhelm (1790–1844), hessischer Richter und Abgeordneter des Großherzogtums Hessen
- Müller, Wilhelm (1794–1827), deutscher DichterWilhelm Müller (1794–1827)

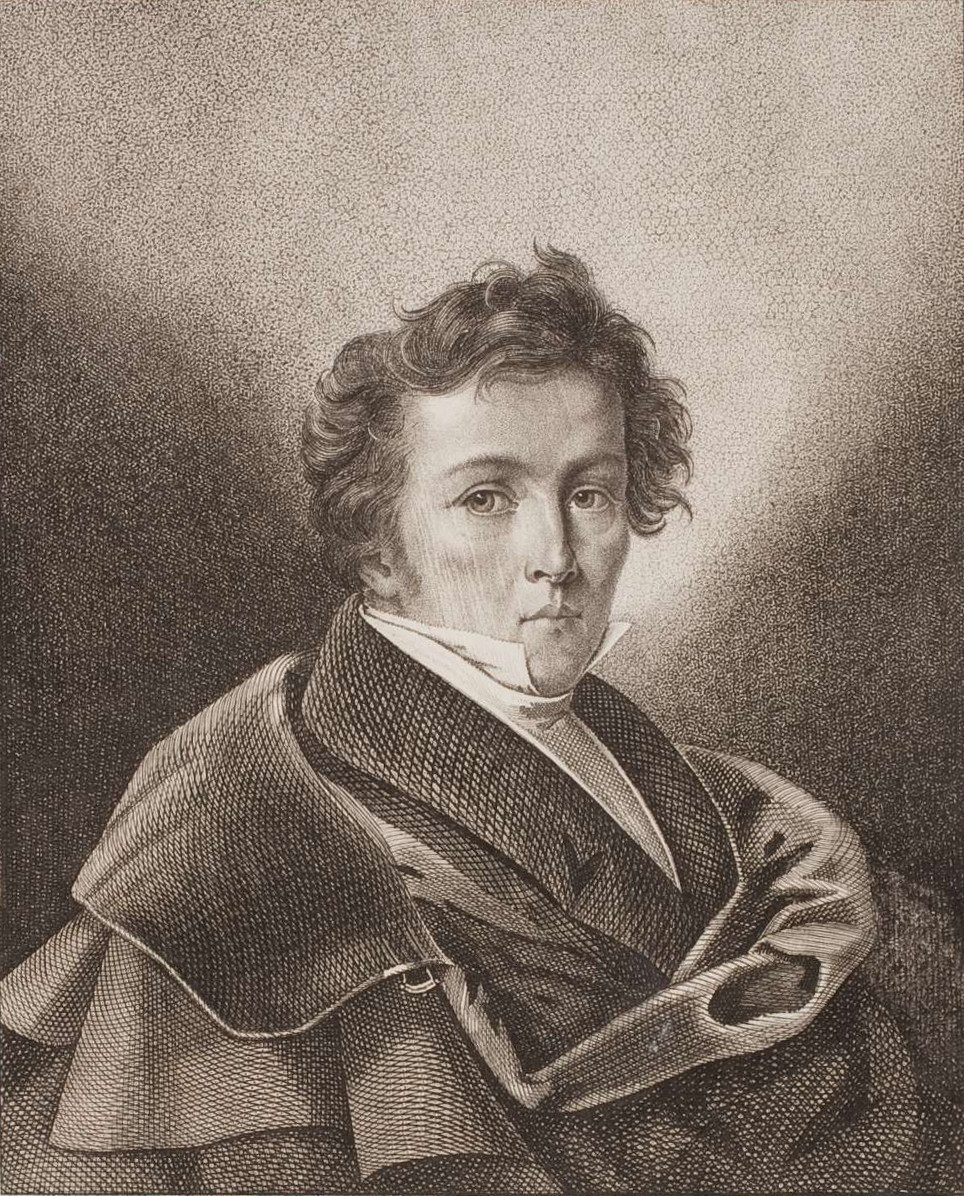
Wilhelm Müller (1794–1827)

- Müller, Wilhelm (1804–1876), deutscher Jurist, Hochschullehrer und Richter
- Müller, Wilhelm (1814–1893), deutscher Klavierfabrikant, Musikverleger und Komponist
- Müller, Wilhelm (1815–1890), deutscher Verleger
- Müller, Wilhelm (1821–1899), deutscher Kaufmann, Reederei-Agent und Kommunalpolitiker
- Müller, Wilhelm (1830–1915), deutscher Landwirt und Politiker (DRP), MdR
- Müller, Wilhelm (1832–1909), deutscher Pathologe
- Müller, Wilhelm (1834–1902), preußischer Generalleutnant, Kommandeur der 12. Division
- Müller, Wilhelm (1834–1897), deutscher Geiger
- Müller, Wilhelm (1851–1928), deutscher Architekt, Landesbaumeister und Baurat
- Müller, Wilhelm (1855–1937), deutscher Chirurg, Hochschullehrer in Aachen und Rostock
- Müller, Wilhelm (1857–1940), deutscher Zoologe
- Müller, Wilhelm (1875–1957), deutscher Gewerkschafter und Politiker (SPD), MdL
- Müller, Wilhelm (1880–1968), deutscher Physiker, Mathematiker, Philosoph und HochschullehrerWilhelm Müller (1880–1968)

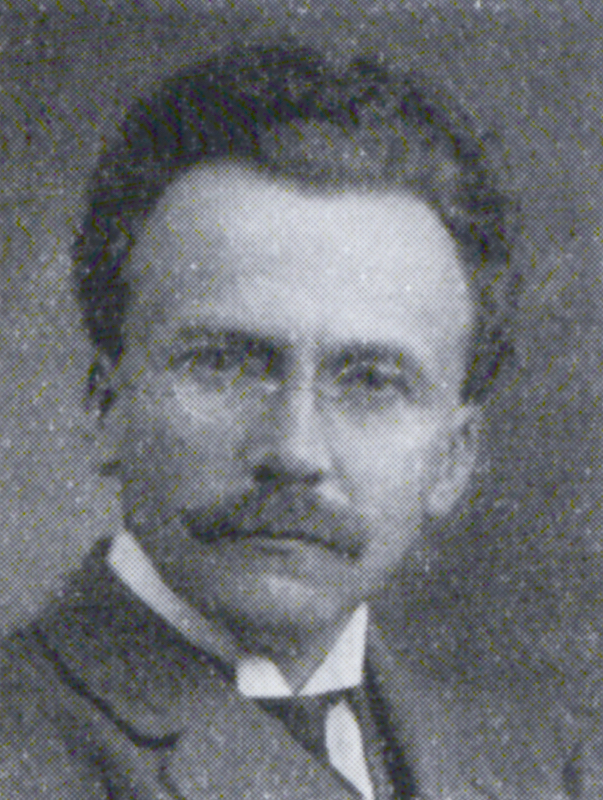
Wilhelm Müller (1880–1968)

- Müller, Wilhelm (1881–1916), deutscher Ethnologe
- Müller, Wilhelm (1882–1956), deutscher Eisenbahningenieur und Rektor der RWTH Aachen
- Müller, Wilhelm (1886–1969), deutscher Pädagoge, Studienrat und Reserveoffizier
- Müller, Wilhelm (1889–1965), deutscher Politiker (NSDAP)
- Müller, Wilhelm (1890–1957), deutscher Politiker (KPD), MdR
- Müller, Wilhelm (1890–1944), deutscher Politiker (KPD/SPD)
- Müller, Wilhelm, deutscher Amtsgerichtsrat, Vereins- und Verbandsfunktionär
- Müller, Wilhelm (1902–1993), deutscher Jurist
- Müller, Wilhelm (1908–1983), deutscher Widerstandskämpfer gegen den Nationalsozialismus, KPD- und SED-Funktionär und Chefredakteur des ADN
- Müller, Wilhelm (1909–1984), deutscher Feldhandballspieler
- Müller, Wilhelm (1912–1990), deutscher Sozialist, Widerstandskämpfer gegen den Nationalsozialismus, Buddhist
- Müller, Wilhelm († 1995), deutscher Journalist
- Müller, Wilhelm (1928–1999), deutscher Maler und Grafiker
- Müller, Wilhelm Christian (1752–1831), deutscher Musikschriftsteller, Kantor und Pädagoge
- Müller, Wilhelm J. (1901–1990), deutscher Bauingenieur und Hochschullehrer
- Müller, Wilhelm Jeremias (1725–1801), deutscher Architekt
- Müller, Wilhelm Konrad Hermann (1812–1890), deutscher Germanist
- Müller, Wilhelm Max (1862–1919), deutsch-amerikanischer Ägyptologe, Orientalist und Lexikograf
- Müller, Wilhelmine (1767–1806), deutsche Dichterin und Taschenbuchherausgeberin
- Müller, Wilko junior (* 1962), deutscher Science-Fiction- und Fantasy-Autor
- Müller, Willi (1895–1967), deutscher Politiker (SPD), MdL
- Müller, Willi (1895–1965), deutscher Politiker (SPD), MdL
- Müller, Willi (1896–1964), deutscher Politiker
- Müller, Willi (1911–2004), deutscher Schuhfabrikant und Präsident des 1. FC Kaiserslautern
- Müller, Willi (1925–2007), deutscher Politiker (SPD), MdB, MdEP
- Müller, Willi (* 1936), deutscher Politiker (CSU), MdL
- Müller, William (1871–1913), deutscher Architekt
- Müller, Willibald (1845–1919), österreichischer Schriftsteller und Bibliothekar
- Müller, Willy, deutscher Landrat des Kreises Schleiden
- Müller, Willy (1884–1973), deutscher Landwirt und Politiker (CNBL, DP), MdL
- Müller, Willy (1903–1976), deutscher Politiker (SPD), MdB
- Müller, Willy (1903–1992), deutsch-schweizerischer Nachrichtentechniker
- Müller, Winfried (1932–2022), deutscher Ophthalmologe an der Medizinischen Akademie Erfurt
- Müller, Winfried (1953–2025), deutscher Landeshistoriker
- Müller, Winfried Bernward (* 1944), österreichischer Mathematiker

### Muller, Wo
- Müller, Wojciech (1947–2018), polnischer Maler, Graphiker und Bildhauer
- Müller, Woldemar (1860–1928), deutscher Volkskundler und Zeichner
- Müller, Wolf Johannes (1874–1941), Schweizer Chemiker
- Müller, Wolf-Christian (* 1972), deutscher Physiker und Hochschullehrer
- Müller, Wolfgang (1901–1986), deutscher Offizier der Wehrmacht und Widerstandskämpfer
- Müller, Wolfgang (1905–1983), deutscher katholischer Kirchenhistoriker
- Müller, Wolfgang (1922–2012), deutscher Papyrologe und Althistoriker
- Müller, Wolfgang (1922–1960), deutscher Schauspieler und Kabarettist
- Müller, Wolfgang (1923–2000), deutscher Heimatforscher und Behördenleiter
- Müller, Wolfgang (1931–2021), deutscher Dressurreiter und Reitmeister
- Müller, Wolfgang (* 1934), deutscher Fußballspieler
- Müller, Wolfgang (1935–2013), deutscher Fußballspieler und -trainer
- Müller, Wolfgang (1935–2019), deutscher Elektrochemiker und Kulturpolitiker
- Müller, Wolfgang (1936–2024), deutscher Politiker (SPD), MdL
- Müller, Wolfgang (1936–1993), deutscher Betriebswirt mit Schwerpunkt Versicherungswirtschaft
- Müller, Wolfgang (* 1938), deutscher Hockeyspieler
- Müller, Wolfgang (1941–2013), deutscher Schriftsteller
- Müller, Wolfgang (* 1943), deutscher Sprinter
- Müller, Wolfgang (1953–2001), deutscher Ethnologe
- Müller, Wolfgang (* 1953), deutscher Schauspieler und Synchronsprecher
- Müller, Wolfgang (* 1954), deutscher Archivar und Landeshistoriker im Saarland
- Müller, Wolfgang (* 1955), deutscher Skilangläufer
- Müller, Wolfgang (* 1957), deutscher Künstler, Musiker und AutorWolfgang Müller (* 1957)
- Müller, Wolfgang (* 1964), deutscher Koch

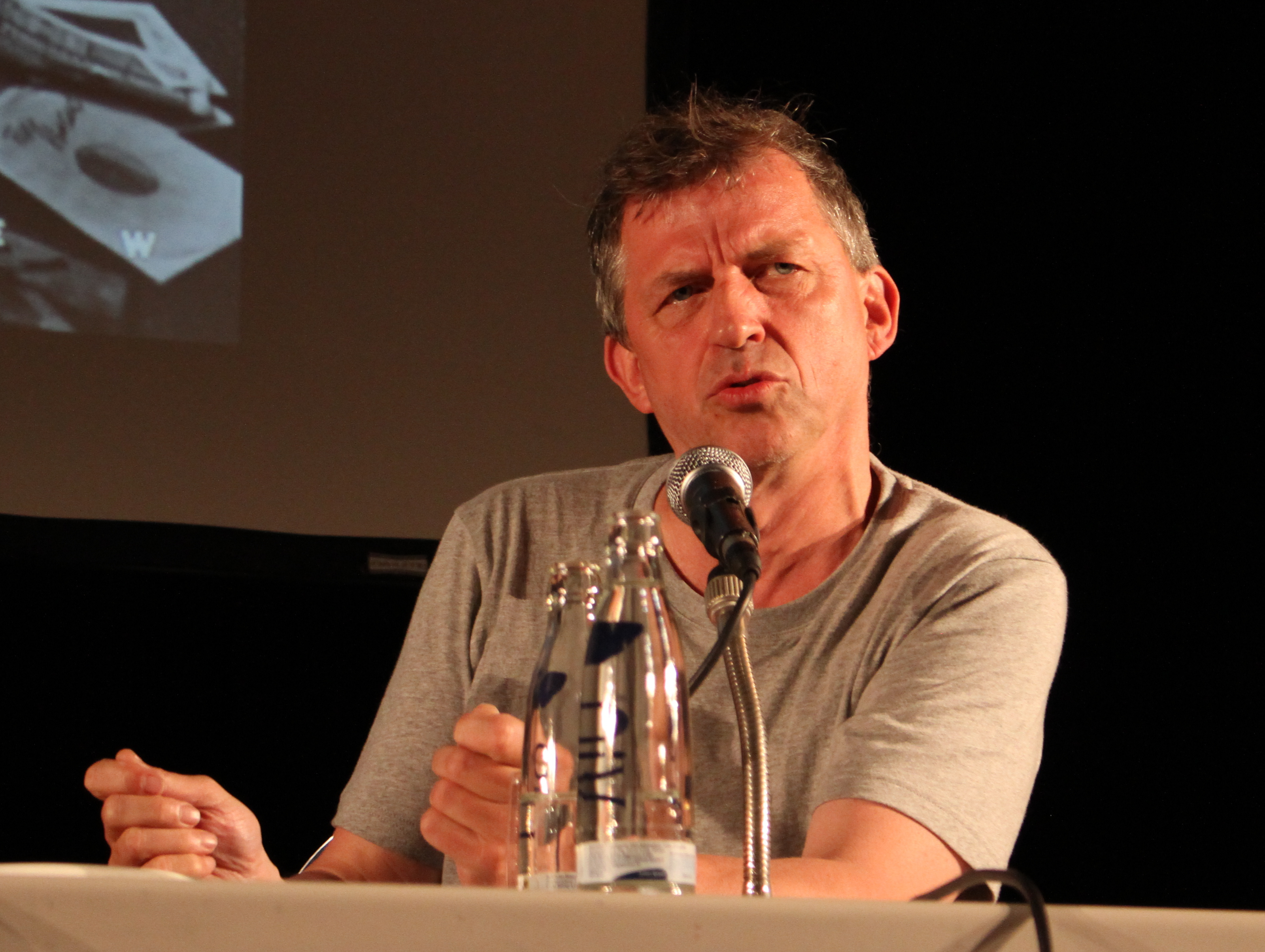
Wolfgang Müller (* 1957)

- Müller, Wolfgang (* 1975), deutscher Sänger, Gitarrist und Songschreiber
- Müller, Wolfgang C. (* 1957), österreichischer Politologe
- Müller, Wolfgang Erich (* 1947), deutscher evangelischer Theologe
- Müller, Wolfgang G. (* 1941), deutscher Universitätsprofessor für Anglistische Literaturwissenschaft
- Müller, Wolfgang G. (* 1951), deutscher Politiker (SPD) und Oberbürgermeister von Lahr/Schwarzwald
- Müller, Wolfgang Hermann (* 1930), deutscher Philosoph und Hochschullehrer
- Müller, Wolfgang J. (1913–1992), deutscher Kunsthistoriker
- Müller, Wolfgang Peter (* 1960), deutscher Mittelalterhistoriker
- Müller, Wolfgang W. (* 1956), deutscher Theologe
- Müller, Wolfram (* 1981), deutscher Leichtathlet

### Muller, Wu
- Müller, Wulf (* 1966), deutscher Hockeyspieler
- Müller, Wunibald (* 1950), deutscher Theologe, Psychologe und Autor